# 伦敦动物园
倫敦動物園，是位於英國倫敦攝政公園的動物園，亦為全球歷史最悠久、以科學研究為導向的動物園之一。該動物園於1828年4月27日正式開園，原為供科學研究之用的動物收藏設施。1831或1832年間，原本設於倫敦塔的皇家獸苑遷移至此。自1847年起，園區開始對公眾開放。截至2022年12月，園內共飼養14,926隻動物，是英國物種最多、規模最大的動物園之一。
動物園由1826年建立的伦敦动物学会營運，座落於西敏市與卡姆登區交界處，貫穿摄政运河。倫敦動物學會亦在貝德福郡經營惠普斯奈德动物园，用以飼養大象、犀牛等大型動物。
倫敦動物園在全球動物園史上亦具有開創性地位，率先設立了多項設施：包括1849年建成的首座爬蟲館、1853年對外開放的首座水族館、1881年設立的首座昆蟲館，以及1938年啟用的首座兒童動物園。動物園並未獲得政府資助，園區營運仰賴會員制度、門票收入、場地租借及企業贊助等方式。

## 歷史

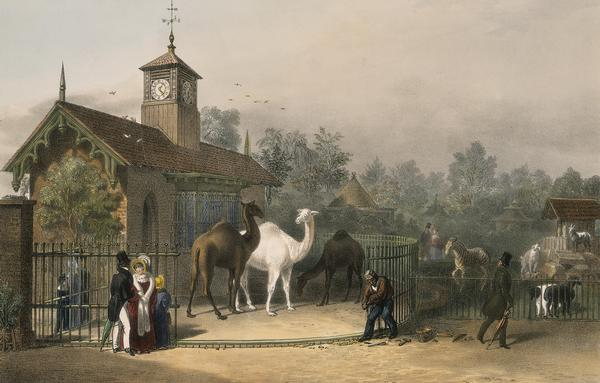
1835年的駱駝飼養房油畫

斯坦福·萊佛士於1826年建立伦敦动物学会，並獲得興建动物园的土地以及在他中風死前看興建动物园的計劃。第三代兰斯当侯爵亨利·佩蒂-菲茨莫里斯其後接手計劃，並且監督了第一間饲养房的興建。動物園最後在1828年4月27日開放，進口了阿拉伯大羚羊（Oryx leucoryx）、大捻角羚(Tragelaphus strepsiceros)、猩猩（Pongo sp.），和現在已绝種的擬斑馬（Equus quagga quagga）及袋狼（Thylacinus cynocephalus）。伦敦动物学会獲喬治四世於1829年頒發皇家特許狀（Royal charter），動物園於1847年向公眾開放以增加資助。
一般相信熱帶動物在倫敦的寒冬下不可能在戶外生存，直到1902年Peter Chalmers Mitchell上任学会前熱帶動物仍被飼養在戶內。Peter Chalmers Mitchell開始重新安排動物園的饲养房，將許多動物遷往室外，其中許多成功存活。這個想法由漢堡動物園啟發，导致許多新設計的饲养房建築。Mitchell也於1926年购置了惠普斯奈德附近的農場，在倫敦北部建一個佔地600英畝的新公園，於1931年惠普斯奈德野生动物園開放，成為世界首個開放式動物園。
在1962年，阿拉伯大羚羊Caroline在首個國際合作繁殖計劃中被借到美國亞利桑那州的鳳凰城動物園。現在動物園参加130個物種的繁殖計劃。

### 關閉威脅
在1990年代初動物園有差不多7,000隻動物，倫敦動物園外最近的是徹斯特動物園，只有少於3,500隻動物。許多倫敦動物園的物種不能在英國其他動物園看到，例如袋熊、袋獾和長鼻袋鼠(Potorous tridactylus)。
雖然這浩大的收藏是動物園的一部分魅力，但也是其中財政問題的主要起因。這造成了動物園在1980年代面臨關閉。 由于公眾對籠養動物和不合適的細小飼養空間态度改变，動物園的訪客數字也減少。 然而，當宣佈倫敦動物園將在1991年关闭，訪客和捐贈的支持力度增加，允許動物園繼續經營，平衡它的收支，並且令動物園於20世纪末恢復饲养房的重建，創造更佳飼養環境予動物。

## 著名的動物

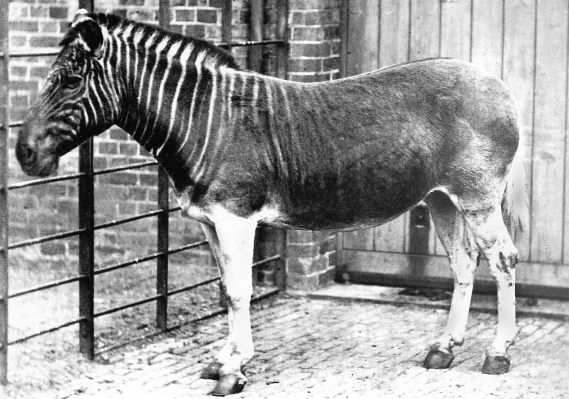
唯一的活斑驢照片於1870年在伦敦动物园拍攝

伦敦动物园中飼養的活斑驢是直至1870年斑驢在南非遭受野外滅絕前唯一被拍攝的，而現今斑驢已完全滅絕。动物园中亦曾飼養另一種已滅絕的動物，袋狼。
從罗马帝国時代後在歐洲和從史前时期在英國首次出現的河馬，在1850年5月到达倫敦動物園，作为從埃及的土耳其副總督的一件禮物，以交換一些格雷伊獵犬和蘇格蘭獵鹿犬。該河馬被命名為Obaysch，并且导致當年動物園訪客數目倍增。
在1865年，當時已知的最大的大象金寶（Jumbo），由巴黎植物園（Jardin des Plantes）轉移至此。牠的名字，可能來自斯瓦希里語中Jambo一詞，意思為你好，Jambo一詞已成為任何大型东西的代名詞，例如波音747。Jambo在晚年不幸地变得具侵略性，并且必須停止給遊客乘騎；牠被賣了給費尼爾司·泰勒·巴納姆的玲玲馬戲團（Ringling Bros. and Barnum & Bailey Circus）。在1882年，Jumbo被鐵路機車撞死。
Winnipeg bear（或Winnie），一隻美洲黑熊，是在1914年由一位加拿大陸軍中尉Harry Colebourn給予動物園。艾倫·亞歷山大·米恩與他的兒子Christopher Robin Milne到訪，最後他以Winnipeg bear為藍本寫了著名故事系列《小熊維尼》。

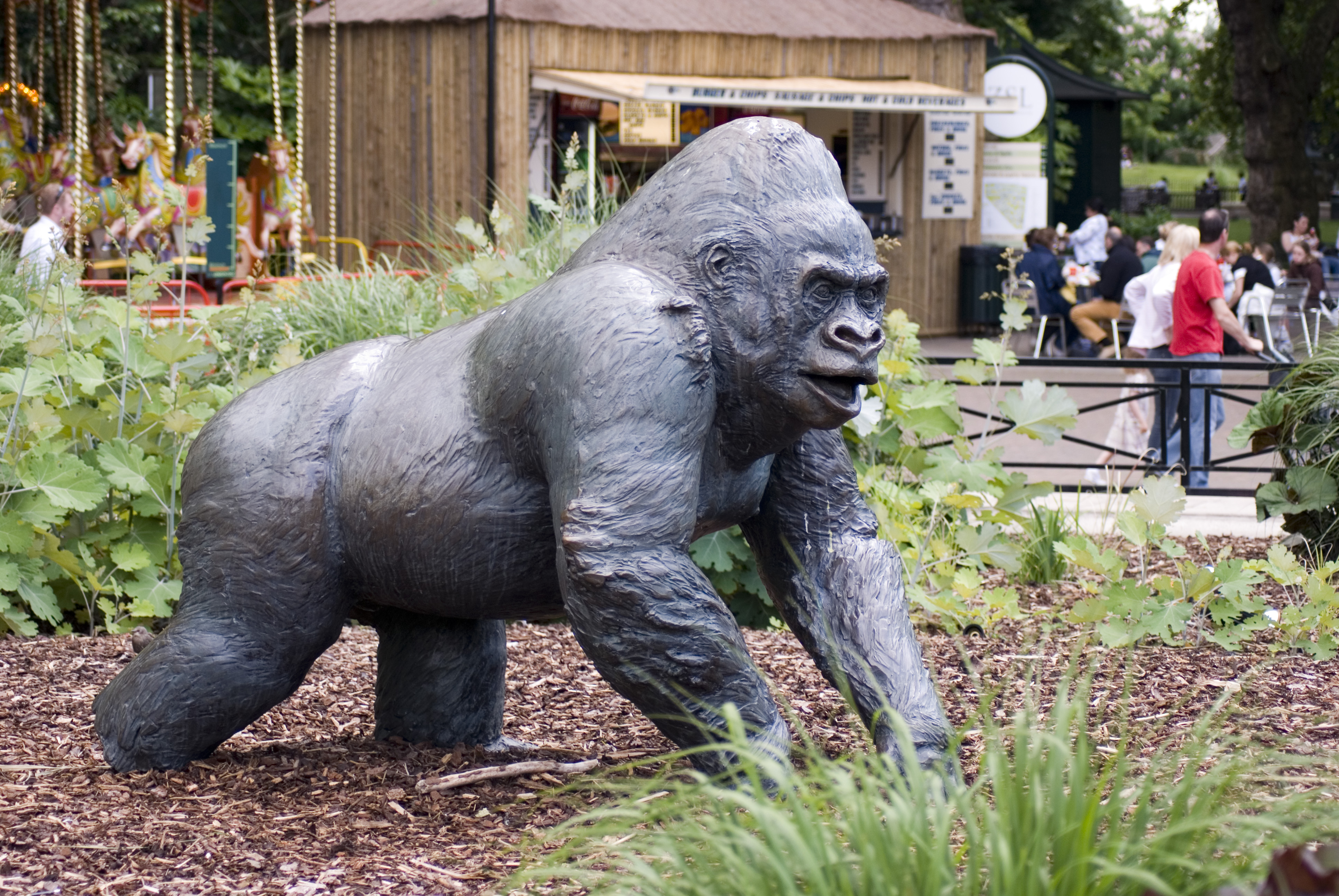
豎立於Barclay Court紀念Guy的銅像

Guy是一隻來自巴黎動物園的西部低地大猩猩，它在1947年蓋伊·福克斯之夜（Guy Fawkes Day，11月5日）到达倫敦動物園，因而得名Guy。牠在此居住直到1978年死亡。在牠的32年生活中，牠成為了動物園中其中一位最受歡迎的住客。动物园在几年设法為Guy找配偶，終於1969年從金斯敦動物園引進五歲的Lomie。牠們被保持分開一年互相適應，直到牠們最後同住，但最終亦未曾生產子女。在1982年William Timyn雕刻一個銅像紀念Guy。
1949年11月27日Brumas順利地成為伦敦動物園第一頭養殖的北极熊，並立刻成為了受歡迎的住客，在1950年為動物園每年訪客數目上升到超过3百萬。Brumas雖然是雌性，但新聞報告以'he' 作稱呼，令公眾以為Brumas是雄性。十八年后的1967年12月1日才有第二頭北极熊養殖在動物園，此雄性北极熊在1985年命名為Pipaluk，但是當Mappin Terraces关闭後就离开了動物園。
第一隻大熊猫姬姬在1958年到達。最初姬姬的目的地為美國的動物園，但華盛頓停止了與中華人民共和國所有貿易，因此姬姬被拒绝進入美國。為了有利於保育，倫敦動物學會表示他們不鼓勵收藏野生大熊貓。不過姬姬早已被人收藏，牠的購買就被批准了，并且牠在倫敦動物園立刻成為大吸引力。作为在西方唯一的大熊猫，啟發Peter Scott的世界自然基金會標誌設計。姬姬在1972年7月死亡並得到公開地哀悼。
在2005年8月下旬的四天，動物園舉辦人類動物園展覽，在Mappin Terraces上把八個人「展示」。展覽目的是展示人作为動物的基本本质并且審查我們在动物界的造成衝擊。
現在，動物園飼有唯一的蜂鳥和索哥羅鳩(已野外滅絕)個體。 動物園每天上午 9:00 至下午 6:00 開放。

## 註解
1. ↑  曾稱為ZSL倫敦動物園（ZSL London Zoo）、倫敦動物學園（London Zoological Gardens），有時亦被稱為攝政公園動物園（Regent's Park Zoo）

## 外部連結
- 倫敦動物園官方網站
- 倫敦動物園相關文章與影片（2019年5月12日存檔）
- 19世紀的倫敦動物園
- 動物園村落（Zoo Village）